# Montirictus
Montirictus is een geslacht van uitgestorven tritylodonten bekend uit de Kuwajima-formatie uit het Vroeg-Krijt van Japan. Het was een van de laatste overlevende tritylodontide soorten en is nauw verwant aan de eerdere Xenocretosuchus van het vasteland van Azië en Stereognathus uit het Jura van het Verenigd Koninkrijk. Het kan een soort zijn van het geslacht Stereognathus.
De typesoort Montirictus kuwajimaensis werd in 2016 benoemd en beschreven door Hiroshige Matsuoka, Nao Kusuhashi en Ian J. Corfe. De geslachtsnaam is afgeleid van het Latijn mons, 'berg', en rictus, 'opengesperde mond'. De soortaanduiding verwijst naar de herkomst uit de Kuwajima Kaseki-kabe-vindplaats.
Het holotype is SBEI 0046, een losse bovenste linkerkies. Het paratype is SBEI 0062, een onderste rechterkies.